# Marina Camargo
Marina Camargo (Maceió, 1980), é artista visual brasileira que trabalha em várias mídias, incluindo vídeo, fotografia, instalação e desenho. 

## Biografia
Nascida em Maceió (Alagoas), Camargo se mudou para Porto Alegre, com nove anos de idade. Sua formação ocorreu basicamente em Porto Alegre, onde veio a cursar Bacharelado e Mestrado em Artes Visuais no Instituto de Artes / UFRGS, antes de concluir a sua formação em Barcelona, Nova York e Munique.

## Trabalho
Marina Camargo trabalha com fotografia, desenho, vídeo e outras mídias. Tem como questão central da sua produção a representação do mundo deslocada da sua origem. 
Em 2010, Camargo foi premiada com um ano de bolsa de estudo para artistas do Serviço alemão de Intercâmbio Acadêmico (DAAD) para desenvolver uma pesquisa em Munique.
Neste período, ela focou suas pesquisas para a paisagem e a história cultural da Alemanha, fazendo obras onde a memória social e a representação da paisagem alpina eram o interesse central.
Entre os trabalhos deste período estão Oblivion, que tem como base uma série de cartões postais encontrados, e Alpenprojekt. Outros projetos utilizam imagens de arquivos, como o trabalho As Montanhas de Eva Braun, um vídeo em stop motion que tem como base filmagens caseiras realizadas por Eva Braun na casa de campo de Hitler, conhecida como Ninho da Águia.
"Alpenprojekt é uma série de vídeos que registram a ação de recortar as silhuetas das montanhas dos Alpes, sendo tanto uma tentativa de apreender a paisagem quanto uma reação a esse cenário que oscila entre a artificialidade e o sublime. 
O trabalho Alpenprojekt é fruto de uma longa pesquisa de aproximação com a região, assim como o projeto Tratado de Limites – apresentado na Bienal do Mercosul e baseado nos pampas gaúchos – e Lost Alps, pesquisa baseada em uma montanha de lixo industrial apelidada de Beckton Alpes (situada nos arredores de Londres), colocada em prática durante uma residência na prestigiosa Gasworks.
Segundo Cesar Garcia, fundador e diretor do The Mistake Room, Los Angeles, "Seus interesses enfatizam a impossibilidade de representar a realidade e lugares por completo,  e através de seu trabalho ela investiga elementos perdidos, silenciados ou esquecidos no espaço entre a realidade e a representação." 

Em 2011, Marina Camargo participou da 8ª Bienal do Mercosul, quando desenvolveu o projeto Tratado de Limites. Este foi um projeto onde Camargo utilizou-se uma variedade de mídias, incluindo som, fotografia, intervenção in situ e desenho, envolvendo um pensamento relacionado com as fronteiras da região dos pampas.

Os mapas já eram um elemento central no trabalho de Marina Camargo mesmo antes de a sua participação na Bienal do Mercosul.
"Sinais, letras, palavras, o universo visível, e em particular, o meio urbano, constituem temática recorrente em seu trabalho. Enigmas visuais com a linha de fotografias, o fascínio pela cartografia, do céu como da terra, independente de conotações políticas, se constituem em alvo de suas projeções poéticas. Ela mesma lembra que "Se os mapas são desenhos que representam lugares, são como as letras, que também são os desenhos e estão no lugar da linguagem falada (dando forma à linguagem escrita)". A viagem ao extremo meridional do país propiciada pela Bienal do Mercosul inspirou Marina Camargo a desenvolver a série de trabalhos para o evento deste ano, tendo em vista "a identidade cultural e geográfica de uma região", pois, diz poeticamente, ali existe uma diluição de fronteiras, que não são nem perceptíveis nem pertinentes". Na verdade, a própria similitude dos céus nessas áreas é como a parecença das águas dos mares em países limítrofes, como afirma a curadora Aracy Amaral.

Em 2013, Marina Camargo publicou Como se faz um deserto, uma pesquisa e um projeto de arte realizados com o apoio de um prêmio da Funarte. O título foi inspirado no livro 'Os Sertões' de Euclides da Cunha. A busca por uma compreensão do que definiria o sertão orientou grande parte desta pesquisa, passando por referências cartográficas, históricas, linguísticas, juntamente como uma documentação do processo de trabalho, mostrado através de fotografias e textos que foram produzidos durante e após a viagem pela região dos sertões.
Em 2014, Marina Camargo recebe o Prêmio Açorianos de Artes Plásticas na categoria Artista Destaque Especial do Ano, além do prêmio Destaque em Fotografia . No ano de 2019, é ganhadora do 12º Prêmio Açorianos de Artes Plásticas, recebendo o prêmio Destaque em Exposição Individual para a exposição Antes, e ainda agora.
Marina Camargo foi indicada ao Prêmio PIPA em 2016, 2017 e 2019.